# Netinho
Evaldo Nascimento Lamaur Neto, mer känd som Netinho, född 5 april 1994, är en brasiliansk fotbollsspelare som spelar för IFK Värnamo.

## Karriär
I juli 2018 värvades Netinho av IFK Värnamo. Han debuterade i Superettan den 28 juli 2018 i en 1–0-vinst över IK Brage.
Den 1 februari 2019 värvades Netinho av Gais, där han skrev på ett tvåårskontrakt. I januari 2020 lämnade Netinho klubben och återvände till Brasilien. I januari 2022 återvände Netinho till IFK Värnamo, där han skrev på ett tvåårskontrakt.